# コウマクノウキン門
コウマクノウキン門（）（学名: Blastocladiomycota）は菌界に属する門の1つであり、215種ほどが知られている。「コウマクノウキン」の名は「厚膜嚢菌」を意味しており、この門の生物が厚い細胞壁で覆われた休眠胞子嚢をつくることに由来する。後方へ伸びる鞭毛を1本もつ遊走子を形成し、この特徴から21世紀初頭まではツボカビ門に分類されていたが、分子系統学的研究から系統的にやや異なることが示され、独立の門として扱われるようになった。
単細胞のものから発達した菌糸をもつものまである。腐生性（植物遺体などを分解）で淡水や土壌に生育しているものが多いが、ボウフラなど動物に寄生するものもおり、また植物寄生性で農作物に被害を与えるものもいる。基本的に単相の配偶体と複相の胞子体の間で世代交代を行う点で、菌類の中では特異である。

## 特徴

### 体制
菌体の体制は多様であり、単細胞で1個の遊走子嚢になるもの（単心性）から、複数の遊走子嚢を形成するもの（多心性）、さらに発達した菌糸を形成するもの (mycelial) まである（下図1）。ふつう仮根 (rhizoid) によって基質に付着し栄養を吸収しているが（下図1b, c）、仮根を欠き全実性（菌体全体が遊走子嚢になる）のものもいる。菌糸は無隔壁、または不完全な隔壁をもつ（下図1c）。細胞壁はキチンを含む。寄生性の種の中には、宿主内で仮根や細胞壁を欠く多核体として生育し、分断して分節菌体 (hyphal body) を形成して増殖するものもある。

### 生活環
有性生殖が知られているものでは、コウマクノウキン門の菌類は基本的に単相（染色体を1セットもつ）の配偶体（gametothallus, gametophyte）と複相（染色体を2セットもつ）の胞子体（sporothallus, sporophyte）の間で世代交代を行う（下図2）。配偶体と胞子体がほぼ同形同大であるもの（同形世代交代）から一方の世代が小さいもの（異形世代交代）があるが、一方の世代を欠くものもある。

2a. カワリミズカビ属の生活環: この種では単相 (1n) の配偶体 (gametothallus) と複相 (2n) の胞子体 (sporothallus) はほぼ同形であり、二叉分枝する菌糸と仮根 (rhizoids) からなる。配偶体は配偶子嚢 (gametangium) を形成、放出された雌雄の配偶子は合体 (anisogamy, P!)、核融合 (K!) して接合子 (zygote) となる（図ではヘテロタリック）。接合子から発達した胞子体は遊走子嚢を形成して体細胞分裂によって遊走子 (栄養胞子 mitospore) を形成、無性生殖を行う (asexual)。また胞子体は有色の休眠胞子嚢（下）を形成、この中で減数分裂 (M!, meiosis) を行い遊走子 (減数胞子 meiospore) を形成、これが配偶体になる。

2b. ボウフラキンの生活環: 配偶体 (gametothallus) はカイアシ類 (copepod) 体内に寄生し、配偶子 (gamete) を形成、放出された同型配偶子 (+, -) が合体 (isogamy, P!)、核融合 (K!) して接合子 (zygote) となる（図ではヘテロタリック）。接合子はカの幼虫（ボウフラ、図は成虫）に感染 (infection) して胞子体 (sporothallus) となる。胞子体で形成された休眠胞子嚢（resting sporangium; 下）はボウフラから放出され (liberation)、減数分裂 (M!) して遊走子 (減数胞子 meiospore) を形成、カイアシ類に感染する。

配偶体は配偶子嚢を形成し、その中に配偶子をつくる（上図2a, b）。相補的な性（配偶子に大小がある場合は雌雄とよばれる）の配偶子嚢が別々の菌体に形成されるもの（雌雄異体）と、同じ菌体に形成されるもの（雌雄同体）がある。配偶子は後方1本鞭毛をもち、相対する性のものが同じ大きさである場合（同型配偶子; 上図2b）と、大小（雌雄）が明らかである場合（異型配偶子; 上図2a）がある。雌雄の分化がある場合、雄性配偶子嚢と雄性配偶子はカロテンを含み橙色を呈することがある。接合後の接合子は2本の鞭毛を残して遊泳し (動接合子 planozygote)、着生して胞子体へと成長する（図2a, b）。
胞子体は特徴的な休眠胞子嚢（resting sporangium; 耐久胞子嚢 resistant sporangium; resting spore; meiosporangium）を形成する（上図2a, b）。休眠胞子嚢の細胞壁は多層、色素を含み褐色を呈し、表面はしばしば突起や孔紋で装飾されている。休眠胞子嚢には休眠能があり、好適な条件になると減数分裂 (meiosis) を行って遊走子 (zoospore) を形成（この遊走子は meiospore (減数胞子)、RS zoospore、RS planospore ともよばれる）、放出し、遊走子は着生して配偶体になる（上図2a, b）。また胞子体は遊走子嚢を形成し、体細胞分裂によって遊走子をつくることもあるが、この遊走子嚢、遊走子は栄養胞子嚢 (mitosporangium)、栄養胞子 (mitospore) ともよばれる（体細胞分裂 mitosis によるため）（上図2a）。この遊走子は、着生して再び胞子体となる（上図2a）。
ボウフラキン属（Coelomomyces）では、世代交代に連動した宿主交代を行い、配偶体がケンミジンコやカイミジンコに、胞子体がボウフラなど双翅類の幼虫に寄生する。

### 鞭毛細胞
コウマクノウキン門の鞭毛細胞（配偶子、遊走子）は細胞後端から後方へ伸びる1本の鞭毛をもつ。細胞中央には後端が尖った核があり、その後端は鞭毛の基底小体に密接している。核の前方にはリボソームが密集し2重膜で囲まれている領域があり、この2重膜は核膜と連続している。このリボソーム密集域は核帽 (nuclear cap) とよばれ、光学顕微鏡でも確認できる。核帽が維持されている間は、タンパク質翻訳は行われない。
鞭毛細胞の後方側部にはミトコンドリアが存在し、その外側に脂質顆粒、ミクロボディーからなる複合体（ミクロボディー-脂質粒複合体 microbody–lipid globule complex, MLC; side-body complex）があり、その外側は扁平な小包 (backing membrane) が覆っている。この構造は走光性に関わる光受容器であると考えられており、この扁平な小包に微生物型ロドプシンとグアニル酸シクラーゼの融合タンパク質が存在する。
基底小体と鞭毛の移行部では、支柱様の構造 (prop) が基底小体と細胞膜をつないでいる。ふつう基底小体の基部側方には、鞭毛を生じない基底小体（中心粒）が斜めまたは直角向きに配置されており、繊維構造で基底小体とつながっている（ボウフラキン属では中心粒は存在しない）。鞭毛につながる基底小体の基端は電子密度が高い構造に覆われ、ここから生じた微小管（ふつう3本ずつ9組）が核-核帽の側面を取り囲んでいる。また基底小体から生じた有紋の繊維性構造 (rhizoplast) がミトコンドリアに伸びている。鞭毛細胞の細胞質内には、着生や細胞壁形成などに関わると考えられている小胞（gamma particle など）などが存在する。
コウマクノウキン類の鞭毛細胞は、正の走光性を示すことがある。またカワリミズカビ属の遊走子では、セルロースやキチン、アミノ酸に対する走化性を示すことが報告されている。カワリミズカビ属では性フェロモンに対する走化性も知られており、雌の配偶子が分泌するセスキテルペンであるシレニン (sirenin) は非常に低濃度（10–10–10–5 M）でも雄の配偶子を誘引する。また雄の配偶子が分泌するパリシン (parisin) も雌の遊走子を誘引するが、雌の配偶子の遊泳能は非常に低い。

### 微細構造
コウマクノウキン類の核分裂は完全に閉鎖型であり、核分裂中に核膜は極部分も含めて維持される。これは、ツボカビ門の核分裂において極部分の核膜に開口部（極窓）ができることと対照的であり、より派生的な菌群（接合菌、担子菌、子嚢菌）に似ている。
またコウマクノウキン類は典型的な層状のゴルジ体もたず、この点でも派生的な菌類に似ている。ただしコウマクノウキン門の初期分岐群であるフィソデルマ類は層状のゴルジ体をもつ。

## 生態
コウマクノウキン門に属する生物は、腐生性（植物遺体など生きていない有機物から栄養を得る様式）または共生（寄生を含む）して宿主から栄養を得ている。
腐生性の種は淡水または土壌から見つかるが、海からは確実な記録がない。ただし環境DNAの調査では、コウマクノウキン類のDNAは海からも見つかっている。世界中に分布するが、カワリミズカビ属やブラストクラジエラ属は特に熱帯域から亜熱帯域に多い。またコウマクノウキン類は休眠胞子嚢を形成するため、乾燥しやすい環境に適していると考えられている。カワリミズカビ属は定期的に浸水・乾燥する場所からよく単離され、その休眠胞子嚢は乾燥土壌中で30年間生存していた報告がある。アサの種子、バラ科の果実、樹枝、花粉、羽、毛、昆虫の遺骸などの基質を用いることによって、淡水や土壌からコウマクノウキン類を単離することができる。このことから、コウマクノウキン類にはセルロース、キチン、ケラチンなどの分解能をもつものがおり、このような環境において分解者として重要であると考えられている。
カワリミズカビ属や Blastocladia pringsheimii、Catenaria anguillulae はグルコース、マルトース、またはデンプンを唯一の炭素源としても生育可能である。窒素利用能には多様性があり、カワリミズカビ属は無機窒素を利用可能であるが、Blastocladiella と Catenaria は有機窒素のみが利用可能である。また腐生性の種では、有機硫黄が必要であることが報告されている。
コウマクノウキン属の Blastocladia ramosa は酸素呼吸せずに発酵によって生育し、通性嫌気性であることが知られており、嫌気的な水底の落枝や果実などに生育している。菌体のミトコンドリアはクリステを欠いているが、遊走子のミトコンドリアは少ないながらもクリステをもつ。コウマクノウキン科の他の種でも、微好気性や低酸素下での生育が報告されている。
コウマクノウキン門の一部は、水生または陸生の無脊椎動物に寄生している。河川や湖沼に生育する双翅類の幼虫や卵には、フシフクロカビ属（Catenaria）やボウフラキン属、Coelomycidium が寄生していることがある。寄生された宿主はふつう変態することなく死亡するが、ボウフラキン属に寄生された雌の終齢幼虫は休眠胞子嚢を散布する不妊の成虫になることがある。他にも動物寄生性コウマクノウキン類は、線虫、カイアシ類、ミジンコ類、カイミジンコ、トビケラ類などから報告されている。ボウフラキン属では、カの幼虫（ボウフラ）とカイアシ類などの間で宿主交代をする例が知られている（上記参照）。このような宿主の中で、寄生性コウマクノウキン類は細胞壁で囲まれたまたは細胞壁を欠く菌体として成長し、配偶子嚢や休眠胞子嚢となって宿主体腔内に充満することがある。また陸生のクマムシやカイガラムシ、アリに寄生するコウマクノウキン類も報告されている。このように寄生性コウマクノウキン類の宿主は多様であり、いまだ見つかっていないものも多いと考えられている。
フィソデルマ属と Urophlyctis は、維管束植物の絶対寄生菌（寄生しなければ生きられない菌類）である（下図3a）。宿主は水生シダ、イネ科、カヤツリグサ科、ヒユ科、キク科などであり、主に葉や茎に寄生するが、根に寄生している例もある。シバムギ（イネ科）に寄生するフィソデルマ属の種を他の植物に接種した実験では、同属の植物には寄生したが、他科の植物には寄生しなかったことが報告されている。
Paraphysoderma は、淡水に生育する微細緑藻である Haematococcus（緑藻綱ボルボックス目）や Tetradesmus（緑藻綱ヨコワミドロ目）に寄生する。
Catenaria allomycis は、同じコウマクノウキン目のカワリミズカビ属や Blastocladiella simplex に寄生するが、Blastocladia parva や Catenaria anguillulae、および卵菌には寄生しない。またロゼラ属（ロゼラ門）やフクロカビ属（フクロカビ門）の中には、カワリミズカビ属に寄生するものが知られている（上図3b）。

## 人間との関わり

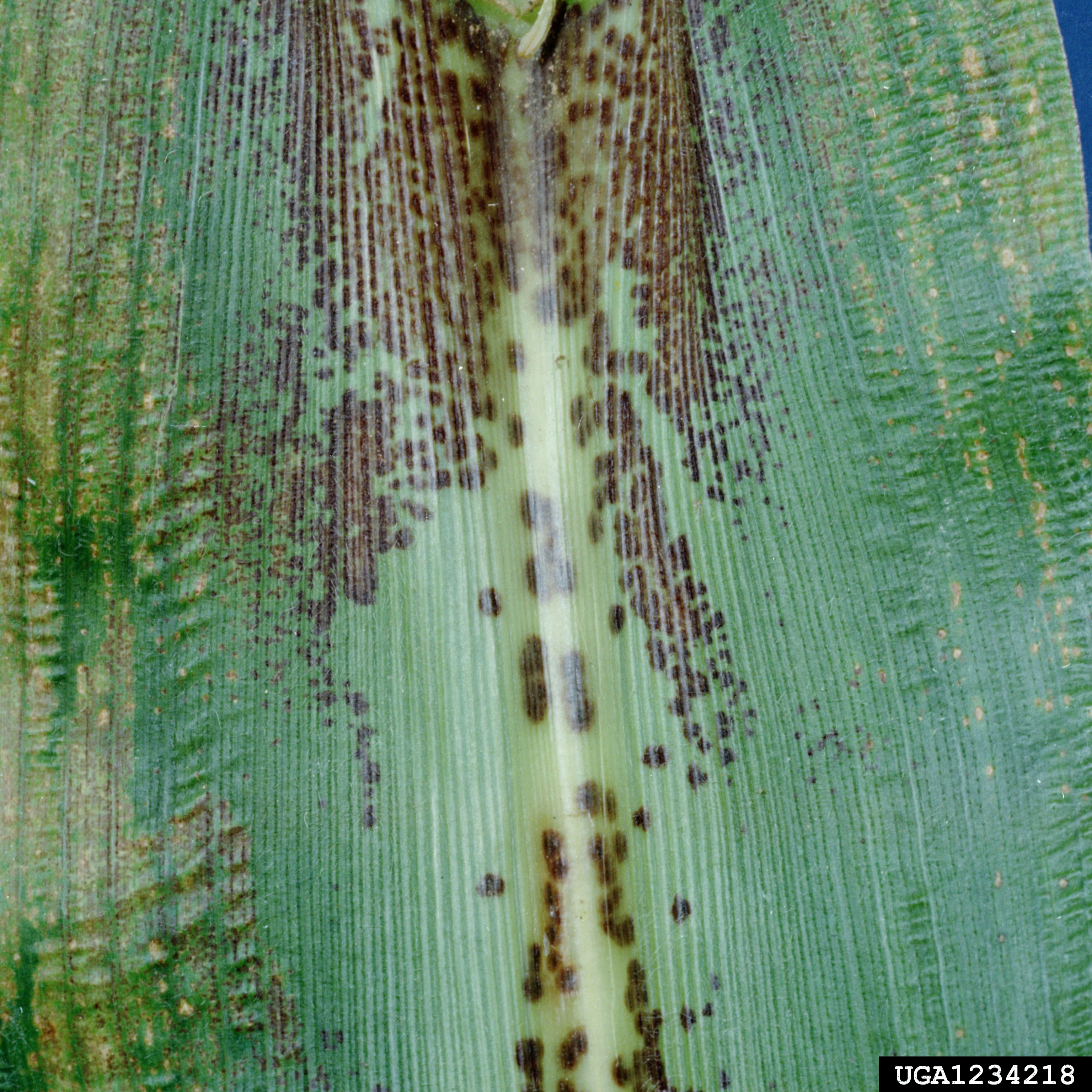
4. トウモロコシ斑点病

フィソデルマ属（Physoderma）はさまざまな維管束植物に寄生し、P. maydis はトウモロコシ斑点病を引き起こし（図4）、P. alfalfae は牧草であるムラサキウマゴヤシ（アルファルファ）に害を与える。また Paraphysoderma は藻類寄生性であり、アスタキサンチン生産のための Haematococcus pluvialis の大量培養やバイオ燃料生産のための Tetradesmus dimorphus の大量培養に大きな被害を与えたことがある。Polycaryum laeve はミジンコ類に寄生し、これが水産業に直接・間接的に影響することがある。
経済的な害を与える線虫や昆虫を制御するためにコウマクノウキン門の寄生菌を利用することが試みられている。トマトやイネのネコブセンチュウ、テンサイのシストセンチュウ、ワタのニセフクロセンチュウなどの抑制に、これらに寄生するフシフクロカビ属（Catenaria）が有効であることが示されている。また病気を媒介するカの抑制に、カの幼虫に寄生するボウフラキン属を利用することも試みられているが、中間宿主（ケンミジンコなど）を必要とすることや大量培養が難しいことから実用化には至っていない。
またカワリミズカビ属 (Allomyces) やブラストクラジエラ属 (Blastocladiella) は同調培養が比較的容易であるため、生物学における実験生物としてしばしば利用される。

## 系統と分類
コウマクノウキン類の独自性の認識は、Petersen (1909) がコウマクノウキン属 (Blastocladia) をコウマクノウキン目 (Blastocladiales) として独立させたことに始まる。その後20世紀後半には、コウマクノウキン目は後方1本鞭毛をもつ遊走子を形成する他の菌類と共にツボカビ綱の1目とされるようになった。ツボカビ類の中でコウマクノウキン類の特異性としては、世代交代や休眠胞子嚢などが挙げられ、また鞭毛細胞の微細構造（核帽の存在など）も特徴的であることが明らかとなった。コウマクノウキン門に分類されている生物の中で最も古くに記載されていたのは植物寄生菌であるフィソデルマ属 (Physoderma) であるが (Wallroth 1833)、鞭毛細胞の微細構造をもとに1980年になって初めて他のコウマクノウキン類との類縁性が認識されるようになった。
その後20世紀末以降の分子系統学的研究により、ツボカビ綱としてまとめられていた生物群が非単系統であることが示唆され、2007年にはコウマクノウキン目を独立門（コウマクノウキン門）とすることが提唱された。コウマクノウキン門は、狭義のツボカビ門に見られる層状のゴルジ体や核分裂時の極窓を欠いており、鞭毛を欠く派生的な菌群（接合菌、担子菌、子嚢菌）と共通している（上記参照）。またコウマクノウキン門に見られる菌糸は、派生的な菌群に見られる菌糸と相同な構造とされることもある。系統的にもツボカビ門よりも接合菌など派生的な菌群に近縁であるとされることもあるが、2022年現在、菌界におけるコウマクノウキン門の系統的位置（コウマクキン門、ツボカビ門、派生的な菌群の関係）は必ずしも明らかではない。
淡水産藻類に寄生する単心性の菌類である Sanchytrium や Amoeboradix はツボカビ類に似ているが、鞭毛が運動能を欠くなど特異な点もある。この菌群は発見当初はサヤミドロモドキ綱に分類されたが、二核菌（担子菌+子嚢菌）などに近縁である可能性も示唆された。その後大量の分子データに基づき、この菌群はコウマクノウキン門の姉妹群であることが示されているが、コウマクノウキン門とは分けて別門の Sanchytriomycota とすることが提唱されている（下図5）。
デボン紀の地層（スコットランドのライニーなど）からは、Paleoblastocladia milleri など現生のコウマクノウキンン類に似た生物の化石が見つかっており、コウマクノウキン類の起源は少なくともこの時代に遡ると考えられている。
コウマクノウキン門が設立された当初は、コウマクノウキン綱（Blastocladiomycetes）、コウマクノウキン目（Blastocladiales）のみが設けられ、その中に5科ほどが分類されていた。その後、コウマクノウキン門の中の最初期分岐群であるフィソデルマ科をフィソデルマ綱（Physodermatomycetes）として他と分けることが提唱されている。2020年現在では、19属、215種ほどが知られているが、Sorochytrium などいくつかの属については分子情報が得られていない。以下にコウマクノウキン目の系統仮説の1つ（下図5）と属までの分類体系例を示す。
|  | Paraphysodermataceae |
|  |                      |
|  | フィソデルマ科       |
|  |                      |

|  | ボウフラキン科                                                          |
|  |                                                                         |
|  | \| \| フシフクロカビ科 \| \| \| \| \| \| コウマクノウキン科 \| \| \| \| |
|  |                                                                         |
|  | フシフクロカビ科                                                        |
|  |                                                                         |
|  | コウマクノウキン科                                                      |
|  |                                                                         |

|  | フシフクロカビ科   |
|  |                    |
|  | コウマクノウキン科 |
|  |                    |

|  | Paraphysodermataceae |
|  |                      |
|  | フィソデルマ科       |
|  |                      |

|  | ボウフラキン科                                                          |
|  |                                                                         |
|  | \| \| フシフクロカビ科 \| \| \| \| \| \| コウマクノウキン科 \| \| \| \| |
|  |                                                                         |
|  | フシフクロカビ科                                                        |
|  |                                                                         |
|  | コウマクノウキン科                                                      |
|  |                                                                         |

|  | フシフクロカビ科   |
|  |                    |
|  | コウマクノウキン科 |
|  |                    |

|  | Paraphysodermataceae |
|  |                      |
|  | フィソデルマ科       |
|  |                      |

|  | ボウフラキン科                                                          |
|  |                                                                         |
|  | \| \| フシフクロカビ科 \| \| \| \| \| \| コウマクノウキン科 \| \| \| \| |
|  |                                                                         |
|  | フシフクロカビ科                                                        |
|  |                                                                         |
|  | コウマクノウキン科                                                      |
|  |                                                                         |

|  | フシフクロカビ科   |
|  |                    |
|  | コウマクノウキン科 |
|  |                    |

|  | Paraphysodermataceae |
|  |                      |
|  | フィソデルマ科       |
|  |                      |

|  | ボウフラキン科                                                          |
|  |                                                                         |
|  | \| \| フシフクロカビ科 \| \| \| \| \| \| コウマクノウキン科 \| \| \| \| |
|  |                                                                         |
|  | フシフクロカビ科                                                        |
|  |                                                                         |
|  | コウマクノウキン科                                                      |
|  |                                                                         |

|  | フシフクロカビ科   |
|  |                    |
|  | コウマクノウキン科 |
|  |                    |

|  | Paraphysodermataceae |
|  |                      |
|  | フィソデルマ科       |
|  |                      |

|  | ボウフラキン科                                                          |
|  |                                                                         |
|  | \| \| フシフクロカビ科 \| \| \| \| \| \| コウマクノウキン科 \| \| \| \| |
|  |                                                                         |
|  | フシフクロカビ科                                                        |
|  |                                                                         |
|  | コウマクノウキン科                                                      |
|  |                                                                         |

|  | フシフクロカビ科   |
|  |                    |
|  | コウマクノウキン科 |
|  |                    |

|  | Paraphysodermataceae |
|  |                      |
|  | フィソデルマ科       |
|  |                      |

|  | ボウフラキン科                                                          |
|  |                                                                         |
|  | \| \| フシフクロカビ科 \| \| \| \| \| \| コウマクノウキン科 \| \| \| \| |
|  |                                                                         |
|  | フシフクロカビ科                                                        |
|  |                                                                         |
|  | コウマクノウキン科                                                      |
|  |                                                                         |

|  | フシフクロカビ科   |
|  |                    |
|  | コウマクノウキン科 |
|  |                    |

|  | Paraphysodermataceae |
|  |                      |
|  | フィソデルマ科       |
|  |                      |

|  | ボウフラキン科                                                          |
|  |                                                                         |
|  | \| \| フシフクロカビ科 \| \| \| \| \| \| コウマクノウキン科 \| \| \| \| |
|  |                                                                         |
|  | フシフクロカビ科                                                        |
|  |                                                                         |
|  | コウマクノウキン科                                                      |
|  |                                                                         |

|  | フシフクロカビ科   |
|  |                    |
|  | コウマクノウキン科 |
|  |                    |

|  | Paraphysodermataceae |
|  |                      |
|  | フィソデルマ科       |
|  |                      |

|  | ボウフラキン科                                                          |
|  |                                                                         |
|  | \| \| フシフクロカビ科 \| \| \| \| \| \| コウマクノウキン科 \| \| \| \| |
|  |                                                                         |
|  | フシフクロカビ科                                                        |
|  |                                                                         |
|  | コウマクノウキン科                                                      |
|  |                                                                         |

|  | フシフクロカビ科   |
|  |                    |
|  | コウマクノウキン科 |
|  |                    |

| コウマクノウキン門の属までの分類体系の一例 - コウマクノウキン門 Blastocladiomycota T.Y.James, 2007 - フィソデルマ綱 Physodermatomycetes Tedersoo, Sánchez-Ramírez, Kõljalg, Bahram, M.Döring, Schigel, T.W.May, M.Ryberg & Abarenkov, 2018 - フィソデルマ目 Physodermatales Caval.-Sm., 2012 - Paraphysodermataceae Doweld, 2014 緑藻の細胞上に寄生し、分実単心性の菌体をもつ。休眠胞子嚢から、遊走子ではなくアメーバ状の不動胞子を放出することがある。1属1種 Paraphysoderma sedebokerense のみが知られる（2022年現在）。 - Paraphysoderma Boussiba, Zarka & T.Y.James, 2012 - フィソデルマ科 Physodermataceae Sparrow, 1952 維管束植物の絶対寄生菌である。宿主上に外生する単心性の菌体と、宿主に内生し休眠胞子嚢を形成する仮根状菌糸体をもつ。 - フィソデルマ属 Physoderma Wallr., 1833 - Urophlyctis J. Schröt., 1886 - コウマクノウキン綱 Blastocladiomycetes Doweld, 2001 - コウマクノウキン目 Blastocladiales H.E.Petersen, 1909 - ボウフラキン科 Coelomomycetaceae Couch ex Couch, 1962 双翅類、カイアシ類、カイミジンコ類などの絶対寄生菌である。宿主内では細胞壁を欠く塊状から分枝糸状の菌体となる。 - Callimastix Weissenb., 1912 - ボウフラキン属 Coelomomyces Keilin, 1921 - Coelomycidium Debais., 1919 = Zografia Bogoyavl., 1922 - フシフクロカビ科 Catenariaceae Couch, 1945 腐生性または寄生性（宿主は昆虫、ワムシ、線虫、カイアシ類、カンテツ、カワミズカビ属など）。単心性または多心性、多くは複数の遊走子嚢が仮根状菌糸でつながっている。 - フシフクロカビ属 Catenaria Sorokin, 1876 - Catenomyces A.M.Hanson, 1944 - Catenophlyctis Karling, 1965 - Nematoceromyces Doweld, 2014 - Polycaryum Stempell, 1901 - コウマクノウキン科 Blastocladiaceae H.E.Petersen, 1909 全て腐生性。分実単心性のものから発達した菌糸をつくるものまであり、ふつう発達した仮根をもつ。 - カワリミズカビ属 Allomyces E.J.Butler, 1911 = Septocladia Coker & F.A.Grant, 1922 - コウマクノウキン属 Blastocladia Reinsch, 1877 - ブラストクラジエラ属 Blastocladiella V.D.Matthews, 1937 = Clavochytrium Couch & H.T.Cox, 1939; Sphaerocladia Stüben, 1939 - Blastocladiopsis Sparrow, 1950 - Microallomyces R.Emers. & J.A.Robertson, 1974 - ソロキトリウム科 Sorochytriaceae Dewel, 1985 コケに生育するクマムシに寄生する。宿主内では全実性の菌体であるが、宿主が死ぬと体外で仮根状菌糸を形成し腐生的に生育するとされる。1属1種 Sorochytrium milnesiophthora のみが知られる（2022年現在）。 - ソロキトリウム属 Sorochytrium Dewel, 1985 - コウマクノウキン目 所属不明 - Endoblastidium Codreanu, 1931 - Myrmicinosporidium Hölldobler, 1933 |

## ギャラリー

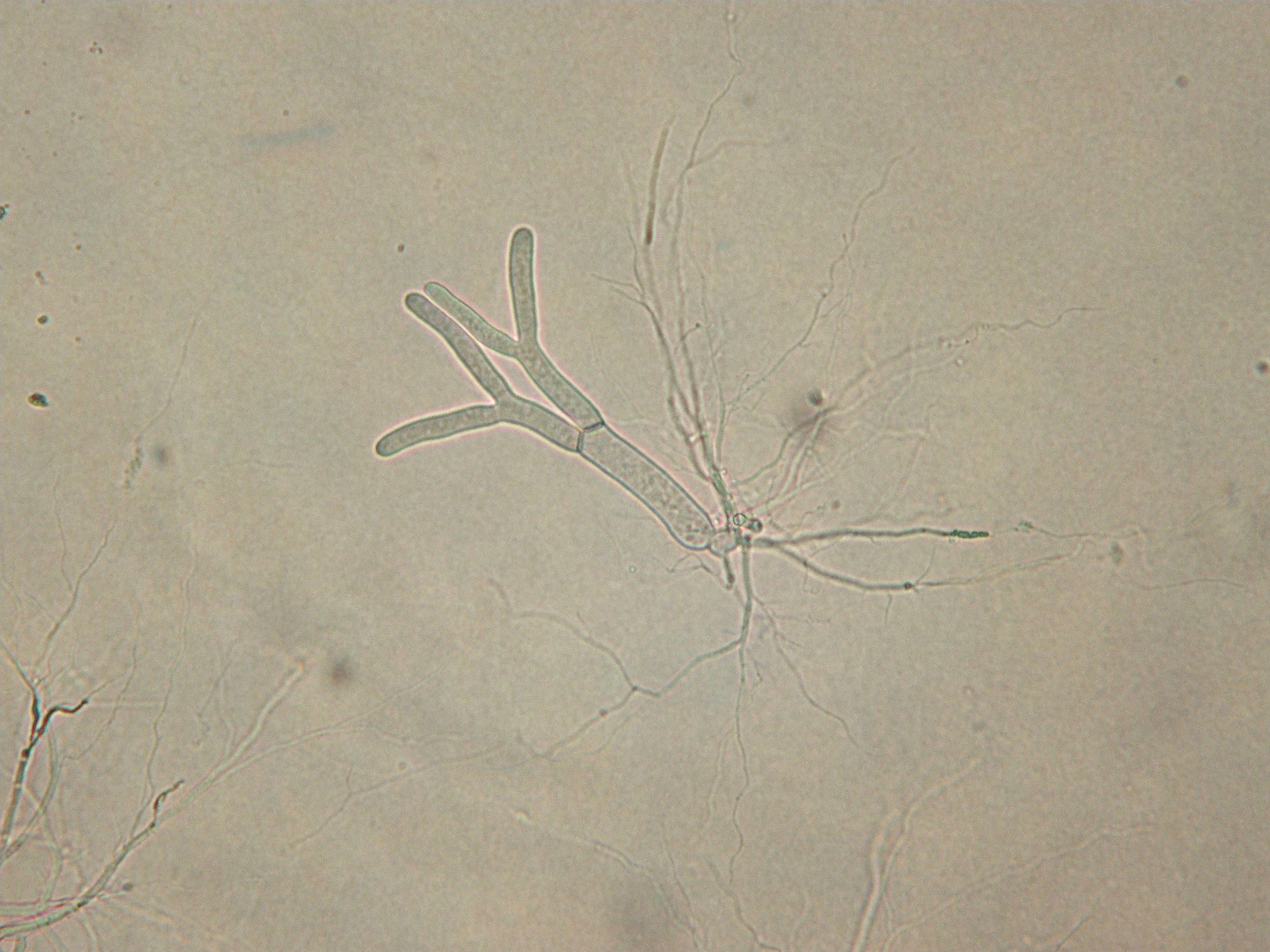
カワリミズカビ属（コウマクノウキン科）の発生初期の菌糸体
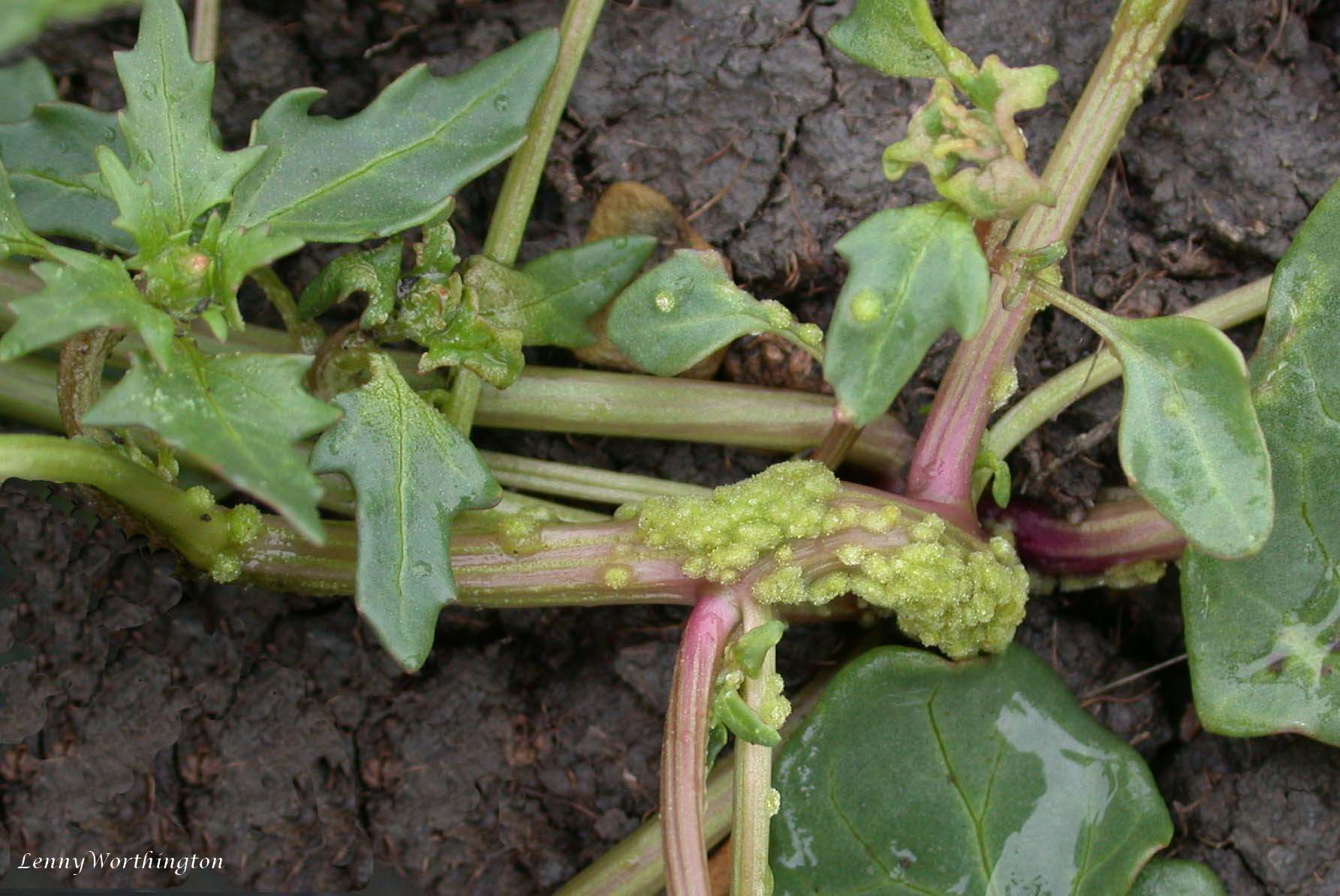
Physoderma pulposum（フィソデルマ科）に寄生されたアカザ属の植物
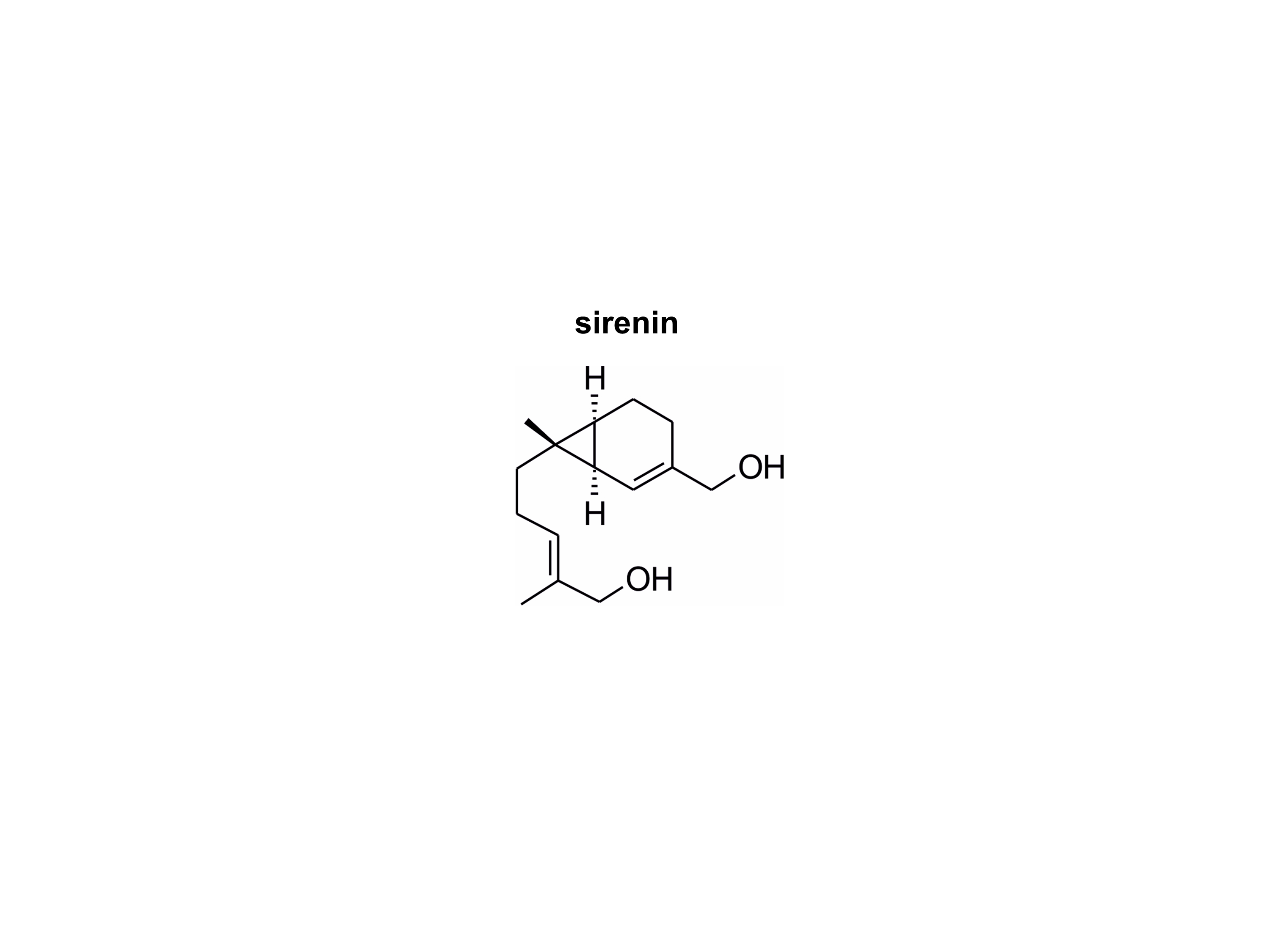
Allomyces macrogynus（コウマクノウキン科）の性フェロモンであるシレニン